# Rudolph von Reichenau
Max Rudolph Ernst von Reichenau (* 7. Dezember 1805 in Dillenburg; † 3. Juli 1881 in Berlin-Charlottenburg) war ein deutscher Verwaltungsjurist und Politiker.

## Familie
Von Reichenau war der Sohn des Majors August Christian Heinrich von Reichenau (* 17. Februar 1764 auf Gut Heistern bei Burbach; † 16. November 1819 in Dillenburg), dem Sohn des Obristleutnants Christian von Reichenau und der Sara Reichmann. Die Mutter war dessen Ehefrau (Heirat: 11. Dezember 1791 in Dillenburg) Sophie Wilhelmine geborene Eberhard (* 19. August 1767 in Dillenburg; † 14. Januar 1808 ebenda), die Tochter des Justiz- und Konsistorialrats und nassau-oranischer Geheimrats Jacob Friedrich Eberhard und dessen Ehefrau Elisabeth Wilhelmine Henriette geborene Reinhard, verwitwete von Reichenau.
Von Reichenau heiratete am 16. August 1837 in Montabaur Apollonia Colloseus (* 24. Juni 1810 in Königstein im Taunus; † 24. Juni 1840), die Tochter des ehemaligen Posthalters in Hattersheim und Gastwirts in Königstein im Taunus Joseph Adam Colloseus und dessen Ehefrau Johanna Margaretha geborene Nathan. Nach dem Tod der ersten Ehefrau heiratete er am 5. September 1847 in Selters die Schwester der ersten Ehefrau Maria Anna Colloseus (* 6. Januar 1804 in Königstein im Taunus; † 1. April 1880).

## Leben
Von Reichenau besuchte von 1817 bis 1820 die Dillenburger Lateinschule und von 1820 bis 1823 das Gymnasium Philippinum Weilburg. Zwischen 1824 und 1827 studierte er Rechtswissenschaften an den Universitäten Heidelberg und Göttingen.
Von 1827 bis 1832 war er Domänen-Akzessist und wurde 1837 zum Amtssekretär befördert. In dieser Funktion wirkte er zunächst im Amt Limburg, dann von 1837 bis 1838 im Amt Montabaur, von 1838 bis 1843 in den Ämtern Rennerod und Dillenburg und von 1843 bis 1845 im Amt Herborn. Danach wurde er zum Amtmann ernannt und stand von 1845 bis 1847 an der Spitze der Ämter in Rennerod und Montabaur und von 1847 bis 1849 im Amt Selters.
Nach der Märzrevolution 1848 wurde die Verwaltung neu geordnet. Mit Gesetz vom 4. April 1849 wurden in Nassau Verwaltung und Rechtsprechung auf unterer Ebene getrennt. Die Reform trat zum 1. Juli 1849 in Kraft. Für die Verwaltung wurden 10 Kreisämter gebildet, die Ämter als Justizämter (also Gerichte der ersten Instanz) weitergeführt. Die Verwaltungsaufgaben des Amtes Weilburg wurden vom Kreisamt Hadamar wahrgenommen. Von Reichenau wurde Justizamtmann in Weilburg und blieb bis zur Wiederherstellung der Ämter 1853 in dieser Funktion. Danach wurde er Amtmann des wiederhergestellten Amtes Weilburg.
Zwischen 1858 und 1863 war er Mitglied der Zweiten Kammer des Landtags des Herzogtums Nassau für den Wahlkreis VIII Weilburg.